# Kill City
Kill City je kolaborativní studiové album amerických hudebníků Iggyho Popa a Jamese Williamsona. Vydáno bylo v listopadu 1977 společností Bomp! Records a jeho producentem byl Williamson. Nahráno bylo již v roce 1975, po rozpadu kapely The Stooges, v níž oba interpreti působili. Původně šlo o demonahrávky.

## Seznam skladeb
| Pořadí | Název                 | Autor                      | Délka |
| ------ | --------------------- | -------------------------- | ----- |
| 1.     | Kill City             | Iggy Pop, James Williamson | 2:20  |
| 2.     | Sell Your Love        | Pop, Williamson            | 3:36  |
| 3.     | Beyond the Law        | Pop, Williamson            | 3:00  |
| 4.     | I Got Nothin'         | Pop, Williamson            | 3:23  |
| 5.     | Johanna               | Pop, Williamson            | 3:03  |
| 6.     | Night Theme           | Pop, Williamson            | 1:20  |
| 7.     | Night Theme (Reprise) | Pop, Williamson            | 1:04  |
| 8.     | Consolation Prizes    | Pop, Williamson            | 3:17  |
| 9.     | No Sense of Crime     | Pop, Williamson            | 3:42  |
| 10.    | Lucky Monkeys         | Pop, Williamson            | 3:37  |
| 11.    | Master Charge         | Williamson, Scott Thurston | 4:33  |

## Obsazení
- Iggy Pop – zpěv
- James Williamson – kytara
- Scott Thurston – klávesy, baskytara, doprovodné vokály, speciální efekty, harmonika
- Brian Glascock – bicí, varhany, doprovodné vokály, guiro
- Steve Tranio – baskytara
- Tony Sales – baskytara, doprovodné vokály
- Hunt Sales – bicí, doprovodné vokály
- John Harden – saxofon
- Gayna – doprovodné vokály